# Хьорбранц
Хьорбранц (на немски: Hörbranz) е селище в Западна Австрия. Разположено е в окръг Брегенц на провинция Форарлберг на границата с Германия. Надморска височина 426 m. Отстои на около 10 km северно от окръжния център Брегенц. Тук се намира колежът „Салваторианерколег“. Население 6379 жители към 1 април 2009 г.